# Émile Gaudard
Émile-Louis Gaudard (* 6. Dezember 1856 in Vevey; † 20. August 1941 ebenda; heimatberechtigt in Vevey und Corseaux) war ein Schweizer Jurist und Politiker aus dem Kanton Waadt.

## Leben
Émile-Louis Gaudard wurde als Sohn des Jules-Jean Gaudard, Direktors einer Gasfabrik, und der Fanny Jeanne Chausse geboren. Er heiratete Mary Marguerite Baron, die Tochter des Kaufmanns Jacques Louis. Er schloss ein Studium der Rechtswissenschaften in Lausanne ab und war danach als Anwalt in seiner Heimatstadt Vevey tätig. 1911 gab er seine Kanzlei auf, um sich fortan ganz der Politik zu widmen.
Auf lokaler Ebene war Gaudard von 1882 bis 1913 Mitglied des Gemeinderats (Legislative) in Vevey. Auf kantonaler Ebene gehörte er zwischen 1883 und 1885 erstmals dem Waadtländer Grossrat an. Im Jahr 1884 wurde er Mitglied im Verfassungsrat seines Kantons. Ein Jahr später, 1885, verliess er die liberale Partei, die ihm zu konservativ erschien, und trat den Radikalen bei. Er war Mitglied des Zentralvorstandes der Freisinnigen Partei der Schweiz. Zwischen 1893 und 1925 sass er erneut im Grossrat der Waadt, wobei er 1896 dessen Präsident war. Zwischen dem 13. März 1893 und dem 2. Dezember 1928 gehörte er dem Nationalrat an. Gaudard war auch Delegierter beim Völkerbund.
Neben seiner politischen Tätigkeit war er von 1912 bis 1934 Mitglied des Vorstands der Waadtländer Kantonalbank und von 1906 bis 1941 Mitglied des Verwaltungsrats der Schweizerischen Nationalbank. Darüber hinaus engagierte er sich in mehreren Eisenbahn-, Hotel- und Finanzgesellschaften. Er war von 1899 bis 1941 Abbé-président (Vorsteher) der Confrérie des vignerons, einer Weinbruderschaft, die die Fête des Vignerons organisierte, und ab 1874 Mitglied der Société d’Étudiants de Belles-Lettres.